# Eleições autárquicas de 2021 no Seixal
As eleições autárquicas de 2021 serviram para eleger os membros para os diferentes órgãos do poder local no concelho do Seixal.
A Coligação Democrática Unitária voltou a vencer as eleições autárquicas, mas sem maioria absoluta. Os comunistas conseguiram 37,74% dos votos e 5 vereadores, e assim mantendo uma câmara que está nas mãos do partido desde das primeiras eleições em 1976.
O Partido Socialista ficou, novamente, atrás da CDU ao obter 30,86% e 4 vereadores, um resultado ligeiramente inferior aos de 2017.
O Partido Social Democrata, apesar de ter baixado na votação ao obter 9,31% dos votos, manteve-se com um vereador.
Por fim, a grande surpresa foram os 8% do Chega que se traduziram na eleição de um vereador.

## Candidatos
| Lista | Lista                          | Candidato            |
| ----- | ------------------------------ | -------------------- |
|       | Coligação Democrática Unitária | Joaquim Santos       |
|       | Partido Socialista             | Eduardo Rodrigues    |
|       | Partido Social Democrata       | Bruno Vasconcelos    |
|       | Bloco de Esquerda              | Francisco Morais     |
|       | Pessoas–Animais–Natureza       | António Sota Martins |
|       | CDS-A-PDR-MPT                  | Felipe Damasceno     |
|       | CHEGA                          | Henrique Freire      |
|       | Iniciativa Liberal             | Rui Magalhães        |

## Resultados Oficiais
Os resultados para os diferentes órgãos do poder local no concelho de Seixal foram os seguintes:

### Câmara Municipal
| Partido                 | Partido                        | Votos   | %               | +/-  | Vereadores | +/-     |
| ----------------------- | ------------------------------ | ------- | --------------- | ---- | ---------- | ------- |
|                         | Coligação Democrática Unitária | 23 485  | 37,74 / 100,00  | 1,20 | 5 / 11     | Estável |
|                         | Partido Socialista             | 19 204  | 30,86 / 100,00  | 0,58 | 4 / 11     | Estável |
|                         | Partido Social Democrata       | 5 795   | 9,31 / 100,00   | 2,53 | 1 / 11     | Estável |
|                         | CHEGA                          | 5 022   | 8,07 / 100,00   | Novo | 1 / 11     | Novo    |
|                         | Bloco de Esquerda              | 2 700   | 4,34 / 100,00   | 3,14 | 0 / 11     | 1       |
|                         | Pessoas–Animais–Natureza       | 1 713   | 2,75 / 100,00   | 1,37 | 0 / 11     | Estável |
|                         | Iniciativa Liberal             | 1 144   | 1,84 / 100,00   | Novo | 0 / 11     | Novo    |
|                         | CDS-A-PDR-MPT                  | 908     | 1,46 / 100,00   | -    | 0 / 11     | -       |
| Votos Inválidos         | Votos Inválidos                | 2 257   | 3,64 / 100,00   | 1,82 |            |         |
| Total                   | Total                          | 62 228  | 100,00 / 100,00 |      | 11 / 11    |         |
| Eleitorado/Participação | Eleitorado/Participação        | 142 900 | 43,55 / 100,00  | 0,27 |            |         |

### Assembleia Municipal
| Partido                 | Partido                        | Votos   | %               | +/-  | Deputados | +/-     |
| ----------------------- | ------------------------------ | ------- | --------------- | ---- | --------- | ------- |
|                         | Coligação Democrática Unitária | 22 066  | 35,46 / 100,00  | 0,28 | 13 / 33   | Estável |
|                         | Partido Socialista             | 18 953  | 30,46 / 100,00  | 0,22 | 11 / 33   | Estável |
|                         | Partido Social Democrata       | 6 041   | 9,71 / 100,00   | 2,20 | 3 / 33    | 1       |
|                         | CHEGA                          | 5 316   | 8,54 / 100,00   | Novo | 3 / 33    | Novo    |
|                         | Bloco de Esquerda              | 3 179   | 5,11 / 100,00   | 3,26 | 2 / 33    | 1       |
|                         | Pessoas–Animais–Natureza       | 2 070   | 3,33 / 100,00   | 1,51 | 1 / 33    | Estável |
|                         | Iniciativa Liberal             | 1 294   | 2,08 / 100,00   | Novo | 0 / 33    | Novo    |
|                         | CDS-A-PDR-MPT                  | 962     | 1,55 / 100,00   | -    | 0 / 33    | -       |
| Votos Inválidos         | Votos Inválidos                | 2 344   | 3,77 / 100,00   | 1,82 |           |         |
| Total                   | Total                          | 62 225  | 100,00 / 100,00 |      | 33 / 33   |         |
| Eleitorado/Participação | Eleitorado/Participação        | 142 900 | 43,54 / 100,00  | 0,28 |           |         |

### Juntas de Freguesia
| Partido                 | Partido                        | Votos   | %               | +/-  | Presidentes | +/-     | Mandatos | +/-  |
| ----------------------- | ------------------------------ | ------- | --------------- | ---- | ----------- | ------- | -------- | ---- |
|                         | Coligação Democrática Unitária | 23 133  | 37,18 / 100,00  | 0,31 | 3 / 4       | Estável | 31 / 74  | 1    |
|                         | Partido Socialista             | 19 425  | 31,22 / 100,00  | 1,62 | 1 / 4       | 1       | 27 / 74  | 2    |
|                         | Partido Social Democrata       | 6 309   | 10,14 / 100,00  | 1,30 | 0 / 4       | Estável | 7 / 74   | 2    |
|                         | CHEGA                          | 5 263   | 8,46 / 100,00   | Novo | 0 / 4       | Novo    | 5 / 74   | Novo |
|                         | Bloco de Esquerda              | 3 537   | 5,68 / 100,00   | 3,04 | 0 / 4       | Estável | 4 / 74   | 1    |
|                         | CDS-A-PDR-MPT                  | 1 139   | 1,83 / 100,00   | -    | 0 / 4       | -       | 0 / 74   | -    |
|                         | Iniciativa Liberal             | 876     | 1,41 / 100,00   | Novo | 0 / 4       | Novo    | 0 / 74   | Novo |
| Votos Inválidos         | Votos Inválidos                | 2 545   | 4,09 / 100,00   | 1,64 |             |         |          |      |
| Total                   | Total                          | 62 227  | 100,00 / 100,00 |      | 4 / 4       |         | 74 / 74  |      |
| Eleitorado/Participação | Eleitorado/Participação        | 142 900 | 43,55 / 100,00  | 0,28 |             |         |          |      |

## Resultados por Freguesia

### Câmara Municipal
| Freguesia                                | %     | %     | %     | %    | %    | %    | %    | %                | Votantes |
| Freguesia                                | CDU   | PS    | PSD   | CH   | BE   | PAN  | IL   | CDS- A- PDR- MPT | Votantes |
| ---------------------------------------- | ----- | ----- | ----- | ---- | ---- | ---- | ---- | ---------------- | -------- |
| Freguesia                                |       |       |       |      |      |      |      |                  | Votantes |
| Amora                                    | 38,07 | 31,41 | 9,38  | 8,24 | 4,20 | 2,50 | 1,61 | 1,34             | 17 264   |
| Corroios                                 | 33,87 | 31,37 | 11,28 | 7,64 | 5,01 | 3,01 | 2,47 | 1,51             | 18 895   |
| Fernão Ferro                             | 26,82 | 38,87 | 10,33 | 9,67 | 4,21 | 2,61 | 1,79 | 1,73             | 8 399    |
| Seixal, Arrentela e Aldeia de Paio Pires | 46,75 | 25,96 | 6,65  | 7,61 | 3,82 | 2,79 | 1,41 | 1,39             | 17 670   |
| Seixal                                   | 37,74 | 30,86 | 9,31  | 8,07 | 4,34 | 2,75 | 1,84 | 1,46             | 62 228   |

#### Amora
| Partido                 | Partido                        | Votos  | %               | +/-  |
| ----------------------- | ------------------------------ | ------ | --------------- | ---- |
|                         | Coligação Democrática Unitária | 6 572  | 38,07 / 100,00  | 2,16 |
|                         | Partido Socialista             | 5 423  | 31,41 / 100,00  | 0,96 |
|                         | Partido Social Democrata       | 1 620  | 9,38 / 100,00   | 3,04 |
|                         | CHEGA                          | 1 422  | 8,24 / 100,00   | Novo |
|                         | Bloco de Esquerda              | 725    | 4,20 / 100,00   | 3,36 |
|                         | Pessoas–Animais–Natureza       | 432    | 2,50 / 100,00   | 1,21 |
|                         | Iniciativa Liberal             | 278    | 1,61 / 100,00   | Novo |
|                         | CDS-A-PDR-MPT                  | 231    | 1,34 / 100,00   | -    |
| Votos Inválidos         | Votos Inválidos                | 561    | 3,25 / 100,00   | 1,66 |
| Total                   | Total                          | 17 264 | 100,00 / 100,00 |      |
| Eleitorado/Participação | Eleitorado/Participação        | 42 645 | 40,48 / 100,00  | 0,40 |

#### Corroios
| Partido                 | Partido                        | Votos  | %               | +/-  |
| ----------------------- | ------------------------------ | ------ | --------------- | ---- |
|                         | Coligação Democrática Unitária | 6 399  | 33,87 / 100,00  | 0,59 |
|                         | Partido Socialista             | 5 928  | 31,37 / 100,00  | 0,34 |
|                         | Partido Social Democrata       | 2 132  | 11,28 / 100,00  | 1,49 |
|                         | CHEGA                          | 1 443  | 7,64 / 100,00   | Novo |
|                         | Bloco de Esquerda              | 946    | 5,01 / 100,00   | 3,61 |
|                         | Pessoas–Animais–Natureza       | 569    | 3,01 / 100,00   | 1,46 |
|                         | Iniciativa Liberal             | 467    | 2,47 / 100,00   | Novo |
|                         | CDS-A-PDR-MPT                  | 286    | 1,51 / 100,00   | -    |
| Votos Inválidos         | Votos Inválidos                | 725    | 3,84 / 100,00   | 1,87 |
| Total                   | Total                          | 18 895 | 100,00 / 100,00 |      |
| Eleitorado/Participação | Eleitorado/Participação        | 43 095 | 43,84 / 100,00  | 0,72 |

#### Fernão Ferro
| Partido                 | Partido                        | Votos  | %               | +/-  |
| ----------------------- | ------------------------------ | ------ | --------------- | ---- |
|                         | Partido Socialista             | 3 265  | 38,87 / 100,00  | 2,16 |
|                         | Coligação Democrática Unitária | 2 253  | 26,82 / 100,00  | 1,20 |
|                         | Partido Social Democrata       | 868    | 10,33 / 100,00  | 4,04 |
|                         | CHEGA                          | 812    | 9,67 / 100,00   | Novo |
|                         | Bloco de Esquerda              | 354    | 4,21 / 100,00   | 1,74 |
|                         | Pessoas–Animais–Natureza       | 219    | 2,61 / 100,00   | 2,15 |
|                         | Iniciativa Liberal             | 150    | 1,79 / 100,00   | Novo |
|                         | CDS-A-PDR-MPT                  | 145    | 1,73 / 100,00   | -    |
| Votos Inválidos         | Votos Inválidos                | 333    | 3,97 / 100,00   | 2,75 |
| Total                   | Total                          | 8 399  | 100,00 / 100,00 |      |
| Eleitorado/Participação | Eleitorado/Participação        | 17 599 | 47,72 / 100,00  | 3,58 |

#### Seixal, Arrentela e Aldeia de Paio Pires
| Partido                 | Partido                        | Votos  | %               | +/-  |
| ----------------------- | ------------------------------ | ------ | --------------- | ---- |
|                         | Coligação Democrática Unitária | 8 261  | 46,75 / 100,00  | 2,23 |
|                         | Partido Socialista             | 4 588  | 25,96 / 100,00  | 1,85 |
|                         | CHEGA                          | 1 345  | 7,61 / 100,00   | Novo |
|                         | Partido Social Democrata       | 1 175  | 6,65 / 100,00   | 2,48 |
|                         | Bloco de Esquerda              | 675    | 3,82 / 100,00   | 3,05 |
|                         | Pessoas–Animais–Natureza       | 493    | 2,79 / 100,00   | 1,08 |
|                         | Iniciativa Liberal             | 249    | 1,41 / 100,00   | Novo |
|                         | CDS-A-PDR-MPT                  | 246    | 1,39 / 100,00   | -    |
| Votos Inválidos         | Votos Inválidos                | 638    | 3,61 / 100,00   | 1,55 |
| Total                   | Total                          | 17 670 | 100,00 / 100,00 |      |
| Eleitorado/Participação | Eleitorado/Participação        | 39 561 | 44,67 / 100,00  | 0,85 |

### Assembleia Municipal
| Freguesia                                | %     | %     | %     | %     | %    | %    | %    | %                | Votantes |
| Freguesia                                | CDU   | PS    | PSD   | CH    | BE   | PAN  | IL   | CDS- A- PDR- MPT | Votantes |
| ---------------------------------------- | ----- | ----- | ----- | ----- | ---- | ---- | ---- | ---------------- | -------- |
| Freguesia                                |       |       |       |       |      |      |      |                  | Votantes |
| Amora                                    | 36,01 | 31,16 | 9,78  | 8,64  | 4,79 | 2,97 | 1,80 | 1,45             | 17 264   |
| Corroios                                 | 31,87 | 30,78 | 11,38 | 8,00  | 5,95 | 3,56 | 2,77 | 1,67             | 18 895   |
| Fernão Ferro                             | 24,71 | 37,75 | 11,00 | 10,61 | 4,86 | 3,23 | 1,98 | 1,73             | 8 398    |
| Seixal, Arrentela e Aldeia de Paio Pires | 43,88 | 25,97 | 7,23  | 8,05  | 4,64 | 3,47 | 1,66 | 1,42             | 17 668   |
| Seixal                                   | 35,46 | 30,46 | 9,71  | 8,54  | 5,11 | 3,33 | 2,08 | 1,55             | 62 225   |

#### Amora
| Partido                 | Partido                        | Votos  | %               | +/-  |
| ----------------------- | ------------------------------ | ------ | --------------- | ---- |
|                         | Coligação Democrática Unitária | 6 217  | 36,01 / 100,00  | 1,29 |
|                         | Partido Socialista             | 5 380  | 31,16 / 100,00  | 0,18 |
|                         | Partido Social Democrata       | 1 689  | 9,78 / 100,00   | 2,75 |
|                         | CHEGA                          | 1 491  | 8,64 / 100,00   | Novo |
|                         | Bloco de Esquerda              | 827    | 4,79 / 100,00   | 3,71 |
|                         | Pessoas–Animais–Natureza       | 513    | 2,97 / 100,00   | 1,36 |
|                         | Iniciativa Liberal             | 311    | 1,80 / 100,00   | Novo |
|                         | CDS-A-PDR-MPT                  | 251    | 1,45 / 100,00   | -    |
| Votos Inválidos         | Votos Inválidos                | 585    | 3,39 / 100,00   | 1,49 |
| Total                   | Total                          | 17 264 | 100,00 / 100,00 |      |
| Eleitorado/Participação | Eleitorado/Participação        | 42 645 | 40,48 / 100,00  | 0,41 |

#### Corroios
| Partido                 | Partido                        | Votos  | %               | +/-  |
| ----------------------- | ------------------------------ | ------ | --------------- | ---- |
|                         | Coligação Democrática Unitária | 6 022  | 31,87 / 100,00  | 0,09 |
|                         | Partido Socialista             | 5 815  | 30,78 / 100,00  | 0,47 |
|                         | Partido Social Democrata       | 2 151  | 11,38 / 100,00  | 1,36 |
|                         | CHEGA                          | 1 511  | 8,00 / 100,00   | Novo |
|                         | Bloco de Esquerda              | 1 125  | 5,95 / 100,00   | 3,57 |
|                         | Pessoas–Animais–Natureza       | 673    | 3,56 / 100,00   | 1,72 |
|                         | Iniciativa Liberal             | 523    | 2,77 / 100,00   | Novo |
|                         | CDS-A-PDR-MPT                  | 315    | 1,67 / 100,00   | -    |
| Votos Inválidos         | Votos Inválidos                | 760    | 4,03 / 100,00   | 1,90 |
| Total                   | Total                          | 18 895 | 100,00 / 100,00 |      |
| Eleitorado/Participação | Eleitorado/Participação        | 43 095 | 43,84 / 100,00  | 0,73 |

#### Fernão Ferro
| Partido                 | Partido                        | Votos  | %               | +/-  |
| ----------------------- | ------------------------------ | ------ | --------------- | ---- |
|                         | Partido Socialista             | 3 170  | 37,75 / 100,00  | 3,46 |
|                         | Coligação Democrática Unitária | 2 075  | 24,71 / 100,00  | 1,70 |
|                         | Partido Social Democrata       | 924    | 11,00 / 100,00  | 3,95 |
|                         | CHEGA                          | 891    | 10,61 / 100,00  | Novo |
|                         | Bloco de Esquerda              | 408    | 4,86 / 100,00   | 2,13 |
|                         | Pessoas–Animais–Natureza       | 271    | 3,23 / 100,00   | 2,42 |
|                         | Iniciativa Liberal             | 166    | 1,98 / 100,00   | Novo |
|                         | CDS-A-PDR-MPT                  | 145    | 1,73 / 100,00   | -    |
| Votos Inválidos         | Votos Inválidos                | 348    | 4,15 / 100,00   | 2,81 |
| Total                   | Total                          | 8 398  | 100,00 / 100,00 |      |
| Eleitorado/Participação | Eleitorado/Participação        | 17 599 | 47,72 / 100,00  | 3,60 |

#### Seixal, Arrentela e Aldeia de Paio Pires
| Partido                 | Partido                        | Votos  | %               | +/-  |
| ----------------------- | ------------------------------ | ------ | --------------- | ---- |
|                         | Coligação Democrática Unitária | 7 752  | 43,88 / 100,00  | 0,61 |
|                         | Partido Socialista             | 4 588  | 25,97 / 100,00  | 1,26 |
|                         | CHEGA                          | 1 423  | 8,05 / 100,00   | Novo |
|                         | Partido Social Democrata       | 1 277  | 7,23 / 100,00   | 1,77 |
|                         | Bloco de Esquerda              | 819    | 4,64 / 100,00   | 2,99 |
|                         | Pessoas–Animais–Natureza       | 613    | 3,47 / 100,00   | 1,04 |
|                         | Iniciativa Liberal             | 294    | 1,66 / 100,00   | Novo |
|                         | CDS-A-PDR-MPT                  | 251    | 1,42 / 100,00   | -    |
| Votos Inválidos         | Votos Inválidos                | 651    | 3,69 / 100,00   | 1,62 |
| Total                   | Total                          | 17 668 | 100,00 / 100,00 |      |
| Eleitorado/Participação | Eleitorado/Participação        | 39 561 | 44,66 / 100,00  | 0,88 |

### Juntas de Freguesia

#### Amora
| Partido                 | Partido                        | Votos  | %               | +/-  | Mandatos | +/-  |
| ----------------------- | ------------------------------ | ------ | --------------- | ---- | -------- | ---- |
|                         | Coligação Democrática Unitária | 6 454  | 37,38 / 100,00  | 1,39 | 9 / 21   | 1    |
|                         | Partido Socialista             | 5 411  | 31,34 / 100,00  | 1,30 | 7 / 21   | 1    |
|                         | Partido Social Democrata       | 1 755  | 10,17 / 100,00  | 2,50 | 2 / 21   | 1    |
|                         | CHEGA                          | 1 491  | 8,64 / 100,00   | Novo | 2 / 21   | Novo |
|                         | Bloco de Esquerda              | 919    | 5,32 / 100,00   | 3,74 | 1 / 21   | Novo |
|                         | Iniciativa Liberal             | 337    | 1,95 / 100,00   | Novo | 0 / 21   | Novo |
|                         | CDS-A-PDR-MPT                  | 276    | 1,60 / 100,00   | -    | 0 / 21   | -    |
| Votos Inválidos         | Votos Inválidos                | 622    | 3,60 / 100,00   | 1,87 |          |      |
| Total                   | Total                          | 17 265 | 100,00 / 100,00 |      | 21 / 21  |      |
| Eleitorado/Participação | Eleitorado/Participação        | 42 645 | 40,49 / 100,00  | 0,41 |          |      |

#### Corroios
| Partido                 | Partido                        | Votos  | %               | +/-  | Mandatos | +/-     |
| ----------------------- | ------------------------------ | ------ | --------------- | ---- | -------- | ------- |
|                         | Coligação Democrática Unitária | 6 369  | 33,70 / 100,00  | 2,43 | 8 / 21   | 1       |
|                         | Partido Socialista             | 5 995  | 31,72 / 100,00  | 0,78 | 8 / 21   | 1       |
|                         | Partido Social Democrata       | 2 184  | 11,56 / 100,00  | 1,42 | 3 / 21   | Estável |
|                         | CHEGA                          | 1 450  | 7,67 / 100,00   | Novo | 1 / 21   | Novo    |
|                         | Bloco de Esquerda              | 1 197  | 6,33 / 100,00   | 3,82 | 1 / 21   | 1       |
|                         | Iniciativa Liberal             | 539    | 2,85 / 100,00   | Novo | 0 / 21   | Novo    |
|                         | CDS-A-PDR-MPT                  | 352    | 1,86 / 100,00   | -    | 0 / 21   | -       |
| Votos Inválidos         | Votos Inválidos                | 811    | 4,29 / 100,00   | 1,99 |          |         |
| Total                   | Total                          | 18 897 | 100,00 / 100,00 |      | 21 / 21  |         |
| Eleitorado/Participação | Eleitorado/Participação        | 43 095 | 43,85 / 100,00  | 0,73 |          |         |

#### Fernão Ferro
| Partido                 | Partido                        | Votos  | %               | +/-   | Mandatos | +/-     |
| ----------------------- | ------------------------------ | ------ | --------------- | ----- | -------- | ------- |
|                         | Partido Socialista             | 3 366  | 40,07 / 100,00  | 15,12 | 6 / 13   | 2       |
|                         | Coligação Democrática Unitária | 2 136  | 25,43 / 100,00  | 5,46  | 4 / 13   | 1       |
|                         | Partido Social Democrata       | 975    | 11,61 / 100,00  | 1,62  | 1 / 13   | Estável |
|                         | CHEGA                          | 878    | 10,45 / 100,00  | Novo  | 1 / 13   | Novo    |
|                         | Bloco de Esquerda              | 490    | 5,83 / 100,00   | 0,93  | 1 / 13   | 1       |
|                         | CDS-A-PDR-MPT                  | 187    | 2,23 / 100,00   | -     | 0 / 13   | -       |
| Votos Inválidos         | Votos Inválidos                | 368    | 4,38 / 100,00   | 0,36  |          |         |
| Total                   | Total                          | 8 400  | 100,00 / 100,00 |       | 13 / 13  |         |
| Eleitorado/Participação | Eleitorado/Participação        | 17 599 | 47,73 / 100,00  | 3,56  |          |         |

#### Seixal, Arrentela e Aldeia de Paio Pires
| Partido                 | Partido                        | Votos  | %               | +/-  | Mandatos | +/-     |
| ----------------------- | ------------------------------ | ------ | --------------- | ---- | -------- | ------- |
|                         | Coligação Democrática Unitária | 8 174  | 46,27 / 100,00  | 0,07 | 10 / 19  | Estável |
|                         | Partido Socialista             | 4 653  | 26,34 / 100,00  | 0,90 | 6 / 19   | Estável |
|                         | CHEGA                          | 1 444  | 8,17 / 100,00   | Novo | 1 / 19   | Novo    |
|                         | Partido Social Democrata       | 1 395  | 7,90 / 100,00   | 1,31 | 1 / 19   | 1       |
|                         | Bloco de Esquerda              | 931    | 5,27 / 100,00   | 3,33 | 1 / 19   | Estável |
|                         | CDS-A-PDR-MPT                  | 324    | 1,83 / 100,00   | -    | 0 / 19   | -       |
| Votos Inválidos         | Votos Inválidos                | 744    | 4,21 / 100,00   | 1,62 |          |         |
| Total                   | Total                          | 17 665 | 100,00 / 100,00 |      | 19 / 19  |         |
| Eleitorado/Participação | Eleitorado/Participação        | 39 561 | 44,65 / 100,00  | 0,86 |          |         |

| Freguesia                                | 2017-2021 | 2017-2021                      | 2017-2021      | 2021-2025 | 2021-2025                      | 2021-2025      |
| ---------------------------------------- | --------- | ------------------------------ | -------------- | --------- | ------------------------------ | -------------- |
| Amora                                    |           | Coligação Democrática Unitária | 35,99 / 100,00 |           | Coligação Democrática Unitária | 37,38 / 100,00 |
| Corroios                                 |           | Coligação Democrática Unitária | 36,13 / 100,00 |           | Coligação Democrática Unitária | 33,70 / 100,00 |
| Fernão Ferro                             |           | Grupo de Cidadãos              | 33,94 / 100,00 |           | Partido Socialista             | 40,07 / 100,00 |
| Seixal, Arrentela e Aldeia de Paio Pires |           | Coligação Democrática Unitária | 46,20 / 100,00 |           | Coligação Democrática Unitária | 46,27 / 100,00 |